# Algisto Lorenzato
Algisto Lorenzato, noto anche con lo pseudonimo di Batatais (Batatais, 20 maggio 1910 – Rio de Janeiro, 16 giugno 1960), è stato un calciatore brasiliano.

## Carriera
Batatais ha giocato per diverse squadre brasiliane tra cui il Fluminense con cui ha trascorso 12 anni e con il quale ha vinto numerosi tornei. Ha preso parte al Campionato mondiale di calcio 1938 con la Nazionale brasiliana.

## Palmarès

### Club
- Campionato Carioca: 5

Fluminense: 1936, 1937, 1938, 1940, 1941